# Breakdance 2
Breakdance 2 (Breakin' 2: Electric Boogaloo) è un film del 1984 diretto da Sam Firstenberg.
È il sequel del film Breakdance ed è stato girato 7 mesi dopo il suo predecessore.
Negli Stati Uniti, il sottotitolo originale Electric Boogaloo è entrato nel lessico popolare a indicare il sequel per antonomasia.

## Colonna sonora
La colonna sonora del film è stata pubblicata dalla Polydor Records nel 1984.

### Tracce
1. Ollie & Jerry – Electric Boogaloo – 4:10
2. Firefox – Radiotron – 4:32
3. George Kranz – Din Daa Daa – 3:29
4. Ollie & Jerry – When I.C.U. – 4:28
5. Steve Donn – Gotta Have The Money 4:37
6. Carol Lynn Townes – Believe In The Beat – 4:21
7. Midway – Set It Out – 3:59
8. Mark Scott – I Don't Wanna Come Down – 4:26
9. Firefox – Stylin',Profilin' – 3:48
10. Rags & Riches – Oye Mamacita – 4:41

## Distribuzione
Il film è stato distribuito nelle sale statunitensi il 21 dicembre 1984, mentre in quelle italiane il 31 gennaio seguente.

## Accoglienza

### Critica
L'aggregatore di recensioni Rotten Tomatoes riporta il 29% di recensioni positive, con un punteggio medio di 4,1 su 10 basato sul parere di sette critici.

### Incassi
Il film ha incassato 2,9 milioni di dollari nei primi 5 giorni a partire dal 21 dicembre 1984, proiettato in 717 sale negli Stati Uniti e in Canada  e ha incassato 15,1 milioni di dollari negli Stati Uniti e in Canada, meno della metà del suo predecessore. Considerato comunque un successo finanziario poiché ha recuperato più di tre volte il suo budget.